# Абизов Володимир Іванович
Володи́мир Іва́нович Аби́зов (*9 травня 1925, м. Кузнецьк, нині Пензенської області Росії) — радянський письменник, кінодраматург. Член Національної спілки письменників України.

## Біографічні дані
Учасник Німецько-радянської війни.
1951 року закінчив Всесоюзний державний інститут кінематографії (ВДІК).
Працював на радіо та Алма-Атинській кіностудії. Від 1959 року живе й працює в Ялті.

## Творчість
Пише російською мовою. За сценаріями Абизова поставлено понад 20 документальних і науково-популярних фільмів, а також кілька художніх фільмів.

## Фільмографія
- «Дівчина-джигіт» (1955, сценарист)
- «Ми тут живемо» (1956, сценарист)
- «На дикому березі Іртиша» (1959, сценарист)
- «Йду до вас!..» (1961, сценарист)
- «Десь є син» (1962, редактор)
- «Капітани блакитної лагуни» (1962, редактор) та ін.